# Asuman
Asuman  è un nome proprio di persona turco femminile.

## Origine e diffusione
Il nome riprende il termine turco asuman, che significa "cielo", "volta del cielo".

## Onomastico
Il nome è adespota, non essendo portato da alcun santo. L'onomastico si può festeggiare il 1º novembre, giorno in cui cade la festa di Ognissanti.

## Persone
- Asuman Karakoyun, pallavolista turca

## Il nome nelle arti
- Asuman Pinar è uno dei personaggi principali della serie televisiva turca del 2017 Bitter Sweet - Ingredienti d'amore (Dolunay), personaggio interpretato dall'attrice İlayda Akdoğan[4]